# Wuhe
För andra betydelser, se Wuhe (olika betydelser).
Wuhe är ett härad i staden Bengbu i provinsen Anhui i östra Kina.
Häradet är indelat i tolv köpingar och två socknar (varav en etnisk minoritetssocken).
Stadsdelsdistrikt (jiedao):

Köpingar (zhen):

- Chengguan (城关镇)
- Daxin (大新镇)
- Dongliuji (东刘集镇)
- Huinan (浍南镇)
- Shenji (申集镇)
- Shuangzhongmiao (双忠庙镇)
- Toupu (头铺镇)
- Wuqiao (武桥镇)
- Xiaoxu (小圩镇)
- Xiaoxi (小溪镇)
- Xinji (新集镇)
- Zhuding (朱顶镇)

Socknar (xiang):

- Tuohu (沱湖乡)

Etnisk minoritetssocken (zu xiang):
- Linbei (临北回族乡) (för huifolket)